# Jeff Rowe
Jeffrey Rowe, detto Jeff (Hometown, 9 luglio 1986), è un regista, animatore, sceneggiatore, produttore cinematografico e doppiatore statunitense, noto principalmente per aver diretto I Mitchell contro le macchine e Tartarughe Ninja - Caos mutante.

## Biografia
Jeff Rowe è cresciuto Home Town, Illinois, un sobborgo di Chicago. 
Ha frequentato il California Institute of the Arts e si è laureato nel 2011.

## Filmografia

### Regista

#### Lungometraggi
- I Mitchell contro le macchine (The Mitchells vs. the Machines), co-regia con Michael Rianda (2021)
- Tartarughe Ninja - Caos mutante (Teenage Mutant Ninja Turtles: Mutant Mayhem) (2023)

### Sceneggiatore

#### Lungometraggi
- I Mitchell contro le macchine (The Mitchells vs. the Machines), co-regia con Michael Rianda (2021)
- Tartarughe Ninja - Caos mutante (Teenage Mutant Ninja Turtles: Mutant Mayhem) (2023)

#### Televisione
- Gravity Falls – serie animata, 11 episodi (2014-2016)
- Disincanto (Disenchantment)  – serie animata 20 episodi (2018-2019)

## Riconoscimenti

### Annie Awards
- 2024 – Candidatura per miglior regia in un film d'animazione per Tartarughe Ninja - Caos mutante (Teenage Mutant Ninja Turtles: Mutant Mayhem)
- 2024 – Candidatura per miglior sceneggiatura in un film d'animazione per Tartarughe Ninja - Caos mutante (Teenage Mutant Ninja Turtles: Mutant Mayhem)
- 2022 – Candidatura per miglior regia in un film d'animazione per I Mitchell contro le macchine (The Mitchells vs. the Machines)
- 2022 – Candidatura per miglior sceneggiatura in un film d'animazione per I Mitchell contro le macchine (The Mitchells vs. the Machines)
- 2017 – Miglior sceneggiatura in una produzione televisiva d'animazione per Gravity Falls
- 2017 – Miglior sceneggiatura in una produzione televisiva d'animazione per Gravity Falls